# Daniel Godelli
Daniel Godelli (Peqin, 10 gennaio 1992) è un sollevatore albanese attivo nelle categorie dei pesi leggeri (fino a 69 kg), dei pesi medi (fino a 77/81 kg) e dei pesi massimi leggeri (fino a 89 kg).

## Carriera
A livello juniores è stato campione mondiale nella categoria dei pesi leggeri nel 2011, anno in cui ha ottenuto anche, a livello senior, la medaglia di bronzo ai Campionati europei di Kazan' con 321 kg nel totale.
Ha partecipato alle Olimpiadi di Londra 2012, non riuscendo a classificarsi per aver fallito i tre tentativi di ingresso nella prova di strappo.
Nel 2013, ai Campionati europei di Tirana, ha vinto la medaglia d'argento con 325 kg nel totale, battuto dal russo Oleg Čen (331 kg).
L'anno seguente Godelli è passato alla categoria superiore dei pesi medi (fino a 77 kg) e ha vinto un'altra medaglia d'argento ai Campionati europei di Tel Aviv con 349 kg nel totale, stesso risultato del connazionale Erkand Qerimaj, il quale si è aggiudicato la medaglia d'oro grazie al suo peso corporeo inferiore. Dopo alcuni mesi Godelli ha preso parte ai Campionati mondiali di Almaty, vincendo la competizione con 369 kg nel totale, ma venendo poco dopo squalificato e privato della medaglia d'oro mondiale in quanto risultato positivo allo stanozololo, uno steroide anabolizzante, con conseguente divieto di gareggiare per due anni.
È tornato alle competizioni nel 2017, tentando anche, anni dopo, il salto alla categoria superiore dei pesi massimi leggeri, ma senza più ottenere risultati particolarmente rilevanti.
Ai Campionati mondiali di sollevamento pesi vanta come miglior piazzamento il 6º posto nell'edizione di Antalya 2010 nella categoria dei pesi leggeri con 317 kg nel totale.